# Radio Corax

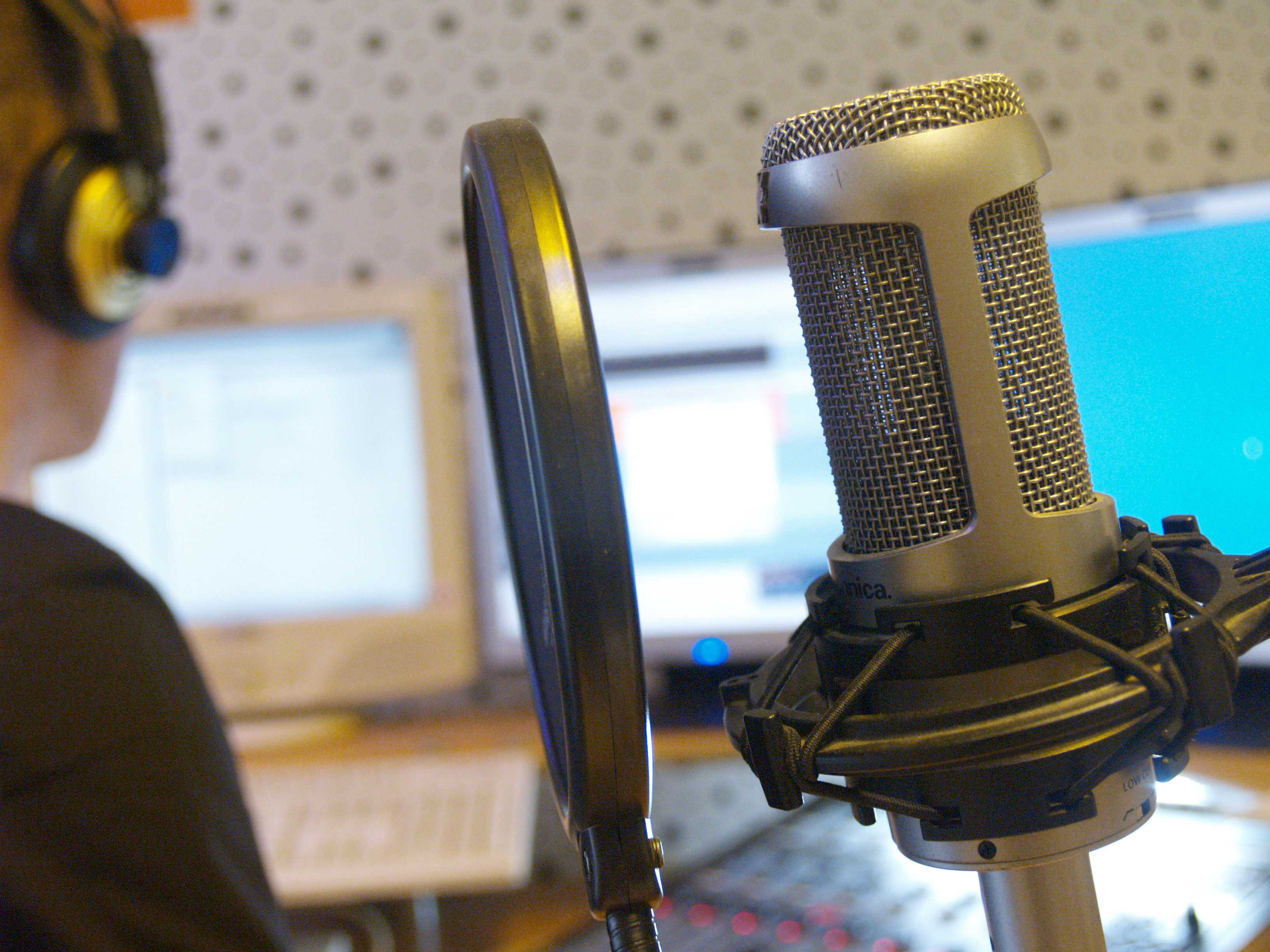
Technik bei Radio Corax

Radio Corax ist ein Freies Radio in Halle (Saale). Sendestart war am 1. Juli 2000.
Als nichtkommerzielles Lokalradio sendet Radio Corax 24 Stunden täglich. Terrestrisch ist Radio Corax in Halle und im südlichen Sachsen-Anhalt auf der UKW-Frequenz 95,9 MHz (Kabel 99,9 MHz oder 96,25 MHz) empfangbar und im Internet auch via Livestream.
Corax ist Mitglied im Bundesverband Freier Radios (BFR) und im Community Media Forum Europe (CMFE). Seit 2013 ist Radio Corax auch Mitglied bei AMARC.

## Organisation
Getragen wird der Sender vom gemeinnützigen Radioverein Corax e. V., der 1993 gegründet wurde. Neben dem alle zwei Jahre zu wählenden Vorstand sind weitere Organe des Vereins die Mitgliedervollversammlung, der Beirat und die Geschäftsführung. Mitglied im Verein sind etwa 350 Personen, welche das Radioprogramm ehrenamtlich gestalten. Zur Absicherung des Sendebetriebs verfügt Radio Corax über fünf Angestellte in Teilzeit.
Grundlage aller Programminhalte ist das einzuhaltende Redaktionsstatut.
Seit 2006 existiert der Förder- und Freundeskreis Freies Radio, der Radio Corax mit Spendenaktionen und finanziellen Zuwendungen unterstützt.

## Programm
Die ca. 150 Sendungen werden zum größten Teil von eigenen Redaktionen gestaltet. Diese bestehen aus Einzelpersonen, Künstlern, Migranten, Schülern, Kindern, antirassistischen und anderen Projektgruppen.
- Das Morgenmagazin wird werktäglich von 7:00 bis 10:00 Uhr gesendet. Es wird von verschiedenen freien Radiosendern übernommen, darunter Radio Blau, coloRadio, 88vier (FR-BB), Radio Slubfurt und über deren UKW- und DAB+-Frequenzen sowie Livestreams ausgestrahlt. In unregelmäßigen Abständen übernehmen diese Sender sowie das FSK Hamburg und Radio Dreyeckland (Freiburg) die Produktion.
- Das abendliche Infomagazin mit lokalem Halle-Bezug, der Widerhall, wird von Montag bis Donnerstag von 17:00 bis 19:00 Uhr und freitags von 18:00 bis 19:00 Uhr ausgestrahlt.

Für beide Sendungen sind die Redakteure der tagesaktuellen Redaktion zuständig, die im Rahmen ihres Bundesfreiwilligendienstes bei Radio Corax tätig sind. Diese Redakteure recherchieren und schneiden ihre Beiträge eigenständig und gestalten die von ihnen moderierten Sendungen. Ehemalige BFDler, die weiterhin im Verein aktiv sind, unterstützen gelegentlich die Arbeit. Seit 2021 wurden neue Redaktionsräume im Unterberg 11 eingerichtet, um die Arbeit zu erleichtern.
Neben den tagesaktuellen Sendungen gibt es weiterhin eine Vielzahl an Musik- und Kultursendungen, die von verschiedenen ehrenamtlichen Redaktionen und Projektgruppen gestaltet werden. Die Haustechniker vom Projekt Terminal.21 entwickelten dazu aus einer Set-Top-Box (S100 von T-Online) einen Linux-basierten Stream-Server. Dieser speist das Signal des Studios von Radio Blau ins Sendestudio von Radio Corax, von wo aus es auf dessen Frequenz in den Äther geht. Seit Frühjahr 2011 existieren weitere Kooperationen mit Freien Radios in Deutschland. So wurde 2011 und 2012 einmal monatlich die tagesaktuelle Sendung Witjas Tiefe zusammen mit dem Freien Sender Kombinat (FSK) Hamburg gestaltet. Seit Mai 2011 wird das wöchentliche Magazin Radia Obskura ausgestrahlt, welches als Kooperation zwischen corax und dem Berliner Pi Radio entsteht.
Redaktionell beteiligt sich Radio Corax am Austausch von Sendungen und Beiträgen mit anderen Freien Radios über ein Online-Portal.
Magazinsendungen zu den Themenfeldern Politik, Kultur, Umwelt, Europa, Uni oder Medien sind Bestandteil des Programms. Hinzu kommen experimentelle Radioformen und Radiokunst. Radio Corax sendet in elf verschiedenen Sprachen.

### Radio Erevan
Seit 2006 produziert der Künstler Marold Langer-Philippsen eine 14-tägliche Radiosendung unter dem Titel „Radio Erevan“. Start der regelmäßigen Sendung war das Radiokunstfestival „RadioRevolten“, bei welchem Langer-Philippsen täglich mehrere Stunden aus einem Bauwagen auf dem Marktplatz von Halle sendete.
Seitdem entsteht die Sendung entweder live von Veranstaltungen oder als vorproduzierte Collage aus Interviews, Live-Aufnahmen und künstlerischen Elementen. In der Sendung wird häufiger die Geschichte kolportiert, dass Langer-Philippsen den offiziellen Auftrag erhielt, den Sender fortzuführen.

### Unimono
Unimono war eine Sendung von Studenten der Martin-Luther-Universität Halle-Wittenberg. Gesendet wurde zweimal im Monat jeweils 50 Minuten. Gegründet wurde die Sendung ursprünglich als Seminar der Medien und Kommunikationswissenschaften im Jahr 2004. Maßgeblich daran beteiligt war Golo Föllmer. Im Laufe der Zeit hat sich Unimono institutsunabhängig gemacht, knapp die Hälfte der Aktiven kam aus anderen Studienbereichen und die Sendung wurde in Eigenverantwortung entworfen. Die anfängliche Form einer Magazinsendung blieb erhalten. Die Themen der Sendung reichten von politischen bis unterhaltsamen, von klassischen Beiträgen bis hin zu experimentellem Radio. Der Fokus aller Sendungen lag in der Regel auf studentischen Belangen. Im Jahr 2016 formierte sich die Redaktion um und widmet sich seither unter dem Namen „Kopfkram“ wissenschaftlichen Themen.

### ĐứcViệtCorax
Zwischen August 2010 und November 2012 existierte ein vietnamesisch-deutsches Schülerradio mit dem Namen ĐứcViệtCorax (kurz DVC) – der Name bedeutet übersetzt „Deutsch-Vietnamesisches Corax“. Zehn Jugendliche im Alter zwischen 13 und 15 Jahren gestalteten monatlich eine Stunde Programm. Die Sendungen waren auf Deutsch. Die Redaktion wurde ins Leben gerufen in Zusammenarbeit mit dem Verein Vietnamesen in Halle e. V. nach Vorbild der bereits existierenden Redaktion Funkloch. Die erste Sendung wurde am 26. September 2010 ausgestrahlt. Themen entstammten vor allem der Lebenswelt der Jugendlichen, denn diese entschieden selbständig über die Inhalte und erstellten diese auch selbst. Begleitet wurden sie auf Nachfrage von Medienpädagogen von Radio Corax. Im Herbst 2011 wurde die Redaktion durch die Freiwilligenagentur Halle-Saalkreis finanziell unterstützt, um das Projekt ĐứcViệtCorax gegen Gewalt zu realisieren. Zum Abschluss des Projektes wurde eine CD mit Gesprächen und Interviews veröffentlicht. Diese Zusammenstellung siegte beim 9. Freistil Jugendengagementwettbewerb Sachsen-Anhalt und erhielt den Hauptpreis.
Im Herbst 2011 richtete die Redaktion den Jugendradiowettbewerb Radiopoesie aus. Dieser Wettbewerb wurde in den Jahren darauf fortgeführt, allerdings nicht mehr unter der Obhut von ĐứcViệtCorax.

### Common Voices
Im März 2016 startete das Projekt Common Voices, welches Geflüchteten und Migranten aus Halle und Umgebung die Möglichkeit eröffnet, eigene Sendungen zu gestalten. Ziel ist es, den Themen der Redaktionsmitgliedern eine Öffentlichkeit zu geben und damit ein Verständnis für die Lebenssituation von geflüchteten Menschen zu schaffen.
Common Voices sendet wöchentlich am Donnerstag 16:10 Uhr. Die Sendungen werden aus den Studios von Radio Corax oder mobil aus verschiedenen Orten der Stadt Halle gesendet. Sie sind multilingual und werden auf einer eigenen Webseite öffentlich zugänglich archiviert.

## Projekte

### Radio Revolten
Im Herbst 2006 wurden die Radio Revolten, internationales Festival zur Zukunft des Radios, als ein Kooperationsprojekt mit der Kulturstiftung des Bundes veranstaltet. Mit rund 50 angeschlossenen Radiosendern sowie Audio- und Medienkünstlern aus ganz Europa war es das bis dahin umfangreichste Radiokunstprojekt im freien Medienbereich in Deutschland. Im Mittelpunkt der Ausstellungen, Radiosendungen, Radio-Interventionen im öffentlichen Raum und dem internationalen Kongress „Relating Radio“ standen Perspektiven und Modelle der künstlerischen Aneignung des Mediums Radio. Zu den Gästen des Festivals gehörten unter anderem Lou Mallozzi, Anna Friz, Knut Aufermann und Sarah Washington.
Im Oktober 2016 fanden die zweiten Radio Revolten mit dem Untertitel „Internationales Radiokunst-Festival“ statt. Innerhalb von 30 Tagen waren 84 Künstlerinnen und Künstler aus 21 Ländern nach Halle eingeladen. Mit Performances auf der Bühne und On Air, Installationen, einer historischen Ausstellung, Workshops, der Konferenz „Radio Space is the Place“ und Interventionen im öffentlichen Raum wurden verschiedenste Ansätze von Radiokunst präsentiert. Künstlerischer Leiter war Knut Aufermann, das Kuratorium bestand aus Anna Friz, Sarah Washington, Ralf Wendt und Elisabeth Zimmermann. Zur Eröffnung am 1. Oktober 2016 führte der Künstler Rochus Aust zusammen mit dem 1. Deutschen Stromorchester seine 8. Sinfonie als Open-Air-Konzert von den Dächern rund um den Marktplatz im Einklang mit dem Carillon im Roten Turm auf. Zu den Gästen zählten unter anderem Ed Baxter, Chris Cutler, Willem de Ridder, Alessandro Bosetti, Hartmut Geerken, Gregory Whitehead und LIGNA. Parallel zum Festival lud der Bundesverband Freier Radios vom 20. bis 23. Oktober 2016 zu seinem alljährlichen Kongress nach Halle ein.

### InterAudio
InterAudio hat die interkulturelle Kooperation und den internationalen Austausch gefördert. Teil dieses Projekts war u. a. ein Osteuropa-Archiv Freier Radios und ein Programm für die interkulturelle Radioausbildung. Ergebnis des Projektes war ein Handbuch zur Interkulturellen Medienbildung. Innerhalb weiterer Projekte und europäischer Lernpartnerschaften wurden diese Unterlagen erweitert oder mit Fokus auf spezifische Fragestellungen weiterentwickelt. Radio Corax ist im Rahmen von EU-Projekten und -Kooperationen weiterhin an der Entwicklung von Lehrmaterialien und Trainingseinheiten zur Weiterbildung von Menschen mit besonderen Bedürfnissen beteiligt.

### Europaradio
Das europajournalistische Projekt umfasste ein wöchentliches Magazin „Interaudio Europe“ sowie weitere Beiträge und Nachrichten im Programm von Radio Corax. Gemeinsam mit Radio Z in Nürnberg wurde erstmals ein Korrespondentenbüro in Brüssel eingerichtet.

### Addicted2Random
Im Juli 2013 veranstaltete Radio CORAX in Kooperation mit der Stiftung Händel-Haus Halle das Radio- und Klangkunstfestival Addicted2Random (A2R). Ziel war es, die Größe „Zufall“ als Parameter in der europäischen Musiklandschaft zu erkunden. Neben der Ausstellung im Händelhaus „The Way Things May Go“ traten Künstler und Künstlerinnen wie Knut Aufermann, Sarah Washington, Xentos „Fray“ Bentos, Aoki Takamasa und Felix Kubin auf. Gefördert wurde das Festival vom EU Culture Programm, der Kunststiftung Sachsen-Anhalt und dem British Council.
Initiiert und geleitet wurde das Projekt von der Radiofabrik Salzburg.

## Livestream
Parallel zum terrestrischen Empfang kann das Programm von Radio Corax auch im Internet per Livestream empfangen werden. Aktuelle Beiträge des Programms werden auf der Homepage des Senders vorgestellt und als Podcast auf der Austauschplattform des Bundesverbands der Freien Radios (BFR) zum Download angeboten und gleichzeitig archiviert.

## Auszeichnungen
Am 6. November 2010 wurde Radio CORAX für seine publizistische Arbeit vom Deutschen Journalisten-Verband Sachsen-Anhalt mit einem Preis von 1.500 EUR ausgezeichnet. Auf dem Landespresseball Sachsen-Anhalt hob der Vorsitzende des Landesverbandes Uwe Gajowski besonders die kritische Auseinandersetzung mit Themen im Programm von Radio CORAX hervor.
Im Frühjahr 2011 erhielt Radio CORAX den erstmals vergebenen Sonderpreis für Mediale Kreativität innerhalb der Verleihung des politik und kultur-Journalistenpreises durch den Deutschen Kulturrat. Dieser würdigte die Live-Diskussionreihe Halle-Forum. Weitere Preisträger waren Entweder Broder – Die Deutschland-Safari, Reinhard Baumgarten, Hörfunkjournalist des Südwestrundfunks, der Autor Daniel Gräfe, der Fernsehjournalist Peter Scharf sowie die Redaktion Kakadu von Deutschlandradio Kultur.
Am 5. Mai 2011 wurde die politische Bildungsarbeit sowie die politischen Partizipationsmöglichkeiten bei und durch Radio CORAX durch den Bundesausschuss Politische Bildung (bap) gewürdigt. In der Begründung wurde ausgeführt, dass Medienkompetenz nicht als Selbstzweck vermittelt würde, sondern als Grundlage für eine gleichberechtigte und kritische Auseinandersetzung mit Gesellschaft. Ein wichtiges Element hierfür sei auch die Experimentierfreude bei der Weiterentwicklung von Kommunikations- und Partizipationsformen.